# کارلتن، ویکتوریا
کارلتن (به انگلیسی: Carlton) یک منطقهٔ مسکونی در استرالیا است که در شهر ملبورن واقع شده‌است.